# Jamie Cullum
Jamie Cullum (* 20. srpna 1979, Romford, Essex) je anglický jazzový pianista a zpěvák. Je autorem řady neotřelých cover-verzí jazzových i populárních písní, stejně jako vlastních skladeb na hranici mezi popem a jazzem.

## Životopis
Jamie se narodil v Essexu, ale vyrůstal ve Wiltshire. Jeho matka Yvonne je sekretářkou a jeho otec pracuje jako obchodník. Na kytaru začal hrát v osmi letech a na klavír v devíti. Na střední škole hrál na kytaru a poté na bicí v různých rockových kapelách. Poté Jamie studoval na universitě v Readingu film a anglickou literaturu. Později objevil jazz a úplně se do něj zamiloval. Víc než studium na univerzitě ho zajímalo hraní s kapelou v různých klubech, barech nebo hotelech. Kvůli koncertování nakonec školu nedokončil.
V 19 letech mu vychází jeho první album s názvem Heard It All Before a těsně poté se přestěhuje do Londýna, kde dostane nabídku hrát v jednom z nejznámějších jazzových klubů Pizza Express.
V roce 2002 vydává své druhé album Pointless Nostalgic. Jeho originalita spočívá v tom, že dokáže velmi dobře míchat jazz s popem, swingem i místy rockem, a přitom jazz v jeho podání neztrácí na své kvalitě. Na albu vychází mimo jiné úspěšná coververze písně High and Dry od Radiohead.
Zlomovým albem se stává Twentysomething, které vychází v roce 2003. Na tomto albu přezpíval jazzové standardy ze 30. a 40. let a zařadil k nim několik svých skladeb. Tohoto alba se doposud prodalo dva a půl milionů kusů. Řadu známých písní (například od Jimiho Hendrixe, Pharrella Williamse nebo Franka Sinatry) zde upravil a přezpíval a dodal jim svůj osobitý zvuk.
Na podzim roku 2005 vydává album Catching Tales. Na tomto albu spolupracoval se spoustou významných hudebníků a mimo jiné se svým bratrem Benem Cullumem.

## Diskografie
- Heard It All Before (1999)
- Pointless Nostalgic (2002)
- Twenty something (2003)
- Catching Tales (2005)
- The Pursuit (2009)
- Momentum (2013)
- Interlude (2014)
- Taller (2019)
- The Pianoman at Christmas (2020)

## Singly
- High and Dry (2002)
- All At Sea (2003)
- These Are the Days/Frontin' (2004) (12. místo v UK)
- Everlasting Love (2004) (20. místo v US)

Z alba Catching Tales
- Get Your Way (2005) (44. místo v UK)
- Mind Trick (2005) (32. místo v UK)
- Photograph (2006)

Z alba The Pursuit
- I'm All Over It (2009)
- Don't Stop The Music (2009)

Z alba Momentum
- Everything You Didn't Do (2013)
- Edge of Something (2013)
- You're Not the Only One (2013)

Z alba Interlude
- Don't Let Me Be Misunderstood (2014)
- Good Morning Heartache (2014)
- Don't You Know (2014)

Z alba Taller
- Taller (2019)
- Drink (2019)
- The Age of Anxiety (2019)

Z alba The Pianoman at Christmas
- It's Christmas (2019)
- Turn on the Lights (2020)
- Hang Your Lights (2020)
- In the Bleak Midwinter (2020)
- Christmas Don't Let Me Down (2021)

## DVD
- Live at Blenheim Palace (2004)
- Twentysomething DVD (2004)
- Telling Tales (2005)
- Live in Buenos Aires (2006)